# Voglhof (Hemau)
Voglhof ist ein Gemeindeteil der Stadt Hemau im oberpfälzer Landkreis Regensburg.

## Geografie
Die Einöde Voglhof befindet sich knapp drei Kilometer südöstlich des Ortszentrums von Hemau und liegt auf einer Höhe von 489 m ü. NHN im östlichen Bereich der südlichen Frankenalb auf der Gemarkung Klingen.

## Geschichte
Die erste namentliche Darstellung des Hofs erfolgte in der topografischen Karte 1:25.000 von 1954 als Vogelhof. Der Name wird in keinem der Amtlichen Ortsverzeichnisse gelistet, was den Schluss nahelegt, die Benennung als Gemeindeteil erfolgte nach dem Jahr 1987.